# Helcogramma trigloides
Helcogramma trigloides är en fiskart som först beskrevs av Bleeker, 1858.  Helcogramma trigloides ingår i släktet Helcogramma och familjen Tripterygiidae. Inga underarter finns listade i Catalogue of Life.